# Kanał Półtora Stopnia
Kanał Półtora Stopnia (ang. One and a Half Degree Channel, maled. Huwadu Kandu) – kanał morski na Oceanie Indyjskim, oddzielający dwa malediwskie atole Huvadhu (Suvadiva) i Laamu (Haddhunmathi).
Znajduje się niemal dokładnie półtora stopnia geograficznego powyżej równika, jego koordynaty to: 1°30’N i 73°20’E.